# Baltski ščit
Baltski ščit, tudi Baltiški ščit (ali fenoskandijski ščit) je del zemeljske skorje, ki pripada vzhodnoevropskemu kratonu in predstavlja velik del Fenoskandije, severozahodne Rusije in severnega Baltskega morja. Sestavljajo ga večinoma arhajski in proterozojski gnajsi ter pas zelenega kamna, ki so bili s tektonsko aktivnostjo podvrženi številnim deformacijam. Vsebuje najstarejše kamnine evropske celine z debelino 250-300 km.
Baltski ščit je razdeljen na pet provinc: provinco Svekofenijska in Svekonorveška (ali jugozahodni gnajs) v Fenoskandiji ter provinco Karelija, Belomorska in Kola v Rusiji. Slednje tri so nadalje razdeljene na več blokov in kompleksov in vsebujejo najstarejšo kamnino, staro 2500–3100 Ma (milijonov let). Najmlajše kamnine pripadajo svekonorveški provinci, stari 900-1700 Ma.
Baltski ščit, ki je bil prej del starodavne celine, se je zaradi trkov s sosednjimi deli skorje povečal. Gore, ki so jih ustvarili ti tektonski procesi, so od takrat erodirali do temeljev, regija je danes večinoma planotasta. S petimi zaporednimi pleistocenskimi poledenitvami in poznejšimi umiki je bil Baltski ščit očiščen pred prekrivajočimi se usedlinami, tako da so ekspanzivna območja (večina v Skandinaviji) izpostavljena. To je pomembno za geofizike, ki preučujejo geološko zgodovino in dinamiko vzhodne Evrope.
Čiščenje in stiskanje Baltskega ščita z ledeniškimi gibanji je ustvarilo številna jezera in potoke na območju, zemlja pa je zadržala le tanko plast peščenih usedlin, zbranih v depresijah in ozerjih. Večina tal je sestavljena iz morene, sivkasto rumene mešanice peska in kamenja s tanko plastjo humusa na vrhu. Obsežni gozdovi s skoraj izključno tremi vrstami bora, smreke in breze prevladujejo nad pokrajino in jasno razmejujejo njene meje. Tla so kisla in skoraj nimajo karbonatov, kot je apnenec. Čiščenje starih ledenikov in kislost tal so uničili vse paleentološko zanimive materiale, na primer fosile.
Baltski ščit daje pomembne industrijske minerale in rude, kot so železo, nikelj, baker in kovine iz platinske skupine. Zaradi podobnosti s Kanadskim ščitom in kratoni v južni Afriki in zahodni Avstraliji, je bil Baltski ščit že dolgo domneven vir diamantov in zlata. Trenutno velja, da je osrednji Laponski zeleni pas na severu neraziskano območje, ki bi lahko imelo potencialna nahajališča zlata.
Nedavna raziskovanja so razkrila veliko število diamantnih kimberlitov na polotoku Kola in (morda obsežna) nahajališča zlata na Finskem.

## Denudacijska kronologija
Gore, ki so obstajale v predkambrijskem času, so bile erodirane v umirjen teren že v poznem mezoproterozoiku, ko so intrudirali rapakivi graniti. Nadaljnja erozija je povzročila, da je bil teren v času nalaganja jotnijskih sedimentov precej raven. S proterozojsko erozijo, ki je znašala več deset kilometrov, so številne predkambrijske kamnine, ki jih danes vidimo na Finskem, »korenine« starodavnih masivov. Zadnji večji izravnalni dogodek je povzročil nastanek subkambrijske planote v poznem neoproterozojskem času.
Lavrencija in paleokontinent Baltica sta trčili v siluriju in devonu, tako da je nastalo gorsko območje v velikosti Himalaje, imenovano Kaledonsko pogorje, približno na istem območju kot današnjega Skandinavskega masiva. Med kaledonsko orogenezo je bila Finska verjetno potopljeno prednje porečje, prekrito s sedimenti; poznejši dvig in erozija bi razjedala vse te usedline. Medtem ko je Finska od nastanka subkambrijske planote ostala pokopana ali zelo blizu morske gladine, je nekaj nadaljnjih reliefov nastalo z rahlim dvigom, kar je povzročilo rezanje dolin ob rekah. Rahel dvig pomeni tudi, da je povzdignjene planote ponekod zaslediti kot vrhove.
Denudacija v mezozoiku se šteje največ v stotinah metrov. Ocenjeno je, da je planota osamelcev finske Laponske nastala v pozni kredi ali paleogenu bodisi s pediplanacijo bodisi z vrezovanjem. Katera koli starejša mezozojska površina v finski Laponski verjetno verjetno ni preživela erozije. Nadalje so se zahodne planote z osamelci oblikovale - tudi z vrezovanjem in pediplanacijo - v povezavi z dvigom severnih skandinavskih gora v paleogenu.
Severni Skandinavski masiv je imel glavno dviganje v paleogenu, medtem ko so bile južne Skandinavske gore in Južno švedska kupola v veliki meri dvignjene v neogenu. Dogodki za dvig so bili sočasni z vzponom na vzhodni Grenlandiji. Vsa ta dviganja naj bi bila povezana z napetostmi v daljnem polju v zemeljski litosferi. V skladu s tem stališčem lahko Skandinavske gore in Južno-švedsko kupolo primerjamo z velikanskimi antiklinalnimi litosferskimi gubami. Gubanje bi lahko povzročilo vodoravno stiskanje, ki deluje na tanko do debelo prehodno območje skorje (tako kot vsi pasivni robovi). Dvig Skandinavskega masiva je povzročil postopni nagib severne Švedske, kar je prispevalo k vzporednemu vzorcu drenaže te regije. Ko se je južnošvedska kupola dvignila, je to povzročilo nastanek zaporednih stopenj in oviro reki Eridanos, ki so jo preusmerile na jug.
Fenoskandija je bila med kvartarjem (zadnjih 2,5 milijona let) večkrat prekrita z ledeniki in je ledeniška erozija le malo vplivala na kakršne koli spremembe v topografiji. Denudacija je bila v tem času geografsko zelo spremenljiva, vendar v povprečju meri več deset metrov. Južna obala Finske, Åland in Stockholmski arhipelag so bili v času kvartarja izpostavljeni precejšnji ledeniški eroziji v obliki strganja. Kvartarne ledene dobe so povzročile erozijo neenakomerno razporejene šibke kamnine, preperelih kamnitih plaščev in ohlapnih materialov. Ko so se ledene mase umikale, so se erodirane depresije spremenile v številna jezera, ki jih vidimo na Finskem in Švedskem. Vreme in erozija so na zlom kamnite podlage vplivale še posebej zaradi naravnih dovodov morja in jezer.